# Cratere Fuchinobe
Fuchinobe è un cratere sulla superficie di 25143 Itokawa.